# Pierre Deny
Pour les articles homonymes, voir Deny (homonymie).
Pierre Deny, né le 12 juillet 1956 est un acteur français.

## Biographie
Après avoir suivi une formation à l’INSAS de Bruxelles, École nationale de théâtre avec André Delvaux et Chantal Akerman, il débute en 1980 au TNP de Villeurbanne avec Roger Planchon dans Don Juan de Molière. Il joue ensuite dans une vingtaine de pièces, de Steinbeck, Marivaux, Goldoni, Brecht, Pinter, mais aussi Enzo Cormann, Serge Kribus, Carlotta Clerici, Yann Reuzeau ou Serge Valletti.
À la télévision, Pierre Deny joue dans plus d'une centaine de films et de téléfilms dont des séries très populaires comme Une femme d'honneur, Julie Lescaut, L'Instit, Joséphine, ange gardien, La Nouvelle Maud, Camping Paradis, Braquo, Demain nous appartient.
Au cinéma, il tourne sous la direction d’Andrzej Wajda, Margarethe von Trotta, José Pinheiro et Sylvie Testud.
Pierre Deny a également fait partie de la Ligue nationale d'improvisation avec un certain nombre de matchs en Équipe de France.

## Filmographie

### Cinéma
- 1982 : Le Bourgeois gentilhomme de Roger Coggio
- 1983 : Si elle dit oui... je ne dis pas non de Claude Vital
- 1983 : Danton d'Andrzej Wajda
- 1984 : Histoire du caporal de Jean Baronnet
- 1990 : L'Africana de Margarethe von Trotta
- 2003 : Den tredje vågen de Anders Nilsson
- 2004 : Le Rôle de sa vie de François Favrat
- 2012 : La Vie d'une autre de Sylvie Testud

### Télévision

#### Téléfilms
- 1986 : Lili, petit à petit de Philippe Galardi
- 1988 : Tel père, tel fils de Didier Albert
- 1993 : La Dame de Lieudit de Philippe Monnier
- 1996 : Petite Sœur de Marion Sarraut
- 2003 : Valentine d'Éric Summer
- 2004 : Zodiaque de Claude-Michel Rome
- 2005 : L'Enfant de personne de Michaël Perrotta
- 2006 : Le Ciel sur la tête de Régis Musset
- 2006 : Greco de Philippe Setbon
- 2011 : Trois filles en cavale de Didier Albert
- 2013 : La Disparue du Pyla de Didier Albert : Antoine Castel
- 2018 : Le Mort de la plage de Claude-Michel Rome : Pierre-Yves Kerdal
- 2022 : L'Impasse de Delphine Lemoine
- 2023 : Meurtres dans le Cantal de Sandrine Cohen : François

#### Séries télévisées
- 1986 : Médecins de nuit d'Emmanuel Fonlladosa : Éric Magnon, le basketteur (saison 5, épisode 6 : Temps mort)
- 1986 : Catherine, il suffit d'un amour : comte Jean de Dunois (1 épisode)
- 1989 : L'Auberge de l'ange gardien : Moutier
- 1993-1994 : Le Miel et les Abeilles : Pierre Gonthier / Anatole (saison 1)
- 1993 : Les Filles d'à côté : Jean-Pierre, le mari de Magali (saison 1, épisode 15 : Accident)
- 1995 : Les Garçons de la plage (3 épisodes)
- 1995-1996 : Les Nouvelles Filles d'à côté : Théo (épisodes 101 à 126)
- 1995 : Julie Lescaut : capitaine Patrick Bertrand (saison 4, épisode 3 : Recours en grâce et saison 6, épisode 4 : Mort d'un petit soldat)
- 1997 : Nestor Burma : un journaliste (saison 5, épisodes 5 : Poupée russe et 6 : Les affaires reprennent)
- 1997 : Jamais deux sans toi...t : Mathieu (saison 1, épisode 118 : Ascenseur pour deux duos)
- 1998 : Les Vacances de l'amour : Yves Ferber (saison 3, épisode 17 : Le casse)
- 1998-2007 : Une femme d'honneur : Philippe Kremen
- 1998 : Sous le soleil (10 épisodes)
- 1999 : Alice Nevers, le juge est une femme (1 épisode)
- 1999 : Joséphine, ange gardien : le journaliste de France-Bretagne (saison 3, épisode 1 : La part du doute)
- 2001 : Les Duettistes : Ortéga (saison 1, épisode 2 : Jeunes proies)
- 2002 : Fabio Montale de José Pinheiro : Bruno Jarry (mini-série, épisode 2 : Chourmo)
- 2002 : Commissariat Bastille : docteur Lang (saison 1, épisode 4 : Coulé dans le béton)
- 2003 : L'Instit de Pat Le Guen-Tenot : Maloisel (saison 7, épisode 1 : Terre battue)
- 2004 : Sauveur Giordano : Gérard Langeac (saison 2, épisode 3 : Harcèlements)
- 2004 : Le Tuteur : Bernard Gallo (saison 1, épisode 1 : Flèche d'or)
- 2005 : Léa Parker (saison 2, épisode 10 : Double jeu)
- 2005-2006 : SOS 18 : Gilles, le beau-père de Béa (5 épisodes)
- 2007 : Greco : Monsieur Francis Lorka (saison 1, épisode 4 : Fille de quelqu'un)
- 2008 : Cinq Sœurs : Pierre Mattei
- 2010-2012 : La Nouvelle Maud : Gégé Neveur
- 2011 : Section de recherches : professeur Lombard (saison 5, épisode 2 : Roman Noir - 2e partie)
- 2011 : Braquo (saison 2)
- 2011 : Chante ! : Julien Favre (saison 4, épisode 17 : Mon fils, ma bataille)
- 2012 : Camping Paradis : Serge (saison 4, épisode 1 : Le combat des chefs !)
- 2013 : Plus belle la vie : Jacques Hébrard (saison 9)
- 2013 : Joséphine, ange gardien : François (saison 14, épisode 4 : De père en fille)
- 2014 : Section de recherches : Jacques Landel (saison 8, épisode 7 : Revers de fortune)
- 2016 : Profilage : Pierre Leroy, maire de Quincieu (saison 7, épisode 4 : Halloween)
- 2017-2024 : Demain nous appartient : Renaud Dumaze (saisons 1 à 7)
- 2017 : La Mante : le Préfet (mini-série)
- 2021 : Scènes de ménages : Bernard, le père de Léo
- 2021 : Joséphine, ange gardien : Étienne (saison 21, épisode 2 : Ma petite-fille, ma bataille)
- 2022 : Emily in Paris : Louis de Léon (saison 3, épisode 8 : Fashion Victim)
- 2023 : Le Fil d'Ariane de Jason Roffé : Jean-François (saison 1)
- 2024 : Emily in Paris : Louis de Léon (saison 4, épisode 1 : Break Point et 2 : Love on the Run)
- 2025 : Le Fil d'Ariane de Jason Roffé : Jean-François (saison 2, épisode 1)
- 2025 : Camping Paradis : Jean-Paul Vanel (saison 16, épisode 1)

## Théâtre
- 1980 : Athalie de Racine, mise en scène Roger Planchon
- 1980 : Dom Juan de Molière, mise en scène Roger Planchon
- 1981 : Des souris et des hommes de John Steinbeck, mise en scène Roger Louret
- 1981 : Têtes rondes et Têtes pointues de  Bertolt Brecht, mise en scène Philippe Van Kessel
- 1982 : Des femmes de bonne humeur de Goldoni, mise en scène Roger Louret
- 1982 : Iphigénie de Jean Racine, mise en scène C.P. Chavanon
- 1983 : Erendira de Gabriel Garcia Marquez, mise en scène Augusto Boal
- 1983 : Le Gardien d'Harold Pinter, mise en scène François Guizerix
- 1984 : Sept pièces en un acte de Tardieu, mise en scène François Guizerix
- 1987 : Mademoiselle Mars, mise en scène Jacques Toja
- 1988 : Ultima violenza, mise en scène Louis Beyler
- 1991 : Papa de Serge Valletti, mise en scène Louis Beyler
- 1992 : Berlin ton danseur est la mort d'Enzo Corman, mise en scène Michel Dibilio
- 1995 : Les musiques magiques de C. Dasté, mise en scène Michel Dibilio
- 1997 : Le grand retour de Boris Spielman de Serge Kribus, mise en scène Michel Dibilio
- 2000 : Le murmonde de et mise en scène Serge Kribus
- 2001 : Macadam love de et mise en scène Serge Kribus
- 2006 : La douleur de la cartographe de Chris Lee, mise en scène Camille Chamoux
- 2007 : Désillusion parlementaire de Natalie Detrois, mise en scène Philippe Brigaud
- 2009 : Thérapie anti-douleur de Laura Forti, mise en scène Yvan Garouel, La Manufacture des Abbesses
- 2012 : C'est pas la fin du monde de et mise en scène Carlotta Clerici, Manufacture des Abbesses
- 2013 : La Berlue de De Bricaire et Laseygues, mise en scène Michel Jeffrault
- 2014 : Stationnement alterne de Ray Cooney, mise en scène Caroline Burgues et Boris Soulages

- 2015 : Ne me regardez pas comme ça ! d'Isabelle Mergault, mise en scène Christophe Duthuron, Théâtre des Variétés
- 2015 : Chute d'une nation de et mise en scène Yann Reuzeau, Théâtre du Soleil
- 2016 : Un nouveau départ d'Antoine Rault, mise en scène Christophe Lidon, Théâtre des Variétés
- 2018 : Fausse note de Didier Caron, mise en scène Didier Caron et Christophe Luthringer, festival off d'Avignon
- 2020 : Double jeu de Brigitte Massiot, mise en scène Olivier Macé, théâtre du Gymnase
- 2024 : Le Bar de l'Oriental de Jean-Marie Rouart, mise en scène Géraud Bénech, théâtre Montparnasse
- 2025 : En attendant Albert de Patrick Meney, mise en scène Olivier Macé, La Scène parisienne à Paris

## Doublage
- 2011-2013 : One Piece : Buhichuck, Gyaro, Manboshi et voix additionnelles